# Ancistrota
Ancistrota é um gênero de mariposa pertencente à família Bombycidae.